# Morellia latensispina
Morellia latensispina är en tvåvingeart som beskrevs av Fang och Fan 1993. Morellia latensispina ingår i släktet Morellia och familjen husflugor.
Artens utbredningsområde är Sichuan (Kina). Inga underarter finns listade i Catalogue of Life.